# Ходжа-Гугердак – Келіф
Ходжа-Гугердак – Келіф – трубопровід, споруджений для поставок газу з Афганістану до середньоазійських республік СРСР.
В 1960-х роках в північних провінціях Афганістану відкрили родовища природного газу, найбільшим з яких було Ходжа-Гугердак. Враховуючи відсутність у країні газової інфраструктури, плани розробки родовища передусім орієнтувались на експорт до СРСР. Для цього у 1967 році проклали газопровід, що слідував у північному напрямку через провінцію Джаузджан до міста Келіф, розташованого в Туркменії на північному березі Амудар’ї. Звідти доставлене блакитне паливо могло транспортуватись газопроводами Келіф – Мубарек та Келіф – Душанбе. 
Довжина цього першого афганського газопроводу складає 98 км, діаметр 820 мм. Для перетину Амудар’ї спорудили підвісний перехід довжиною 660 метрів. Враховуючи відкриття в районі Шібіргану цілого ряду родовищ, газопровід розраховувався на транспортування до 4 млрд.м3 на рік. Починаючи з 1981 року подачу блакитного палива у трубопровід забезпечувала споруджена на Ходжа-Гугердак дотисна компресорна станція.
В 1990 році тривала громадянська війна в Афганістані призвела до припинення експлуатації трубопроводу до Келіфу.